# Del av Ekeby och del av Hagaby
Del av Ekeby och del av Hagaby var en av SCB avgränsad och namnsatt småort i Kumla kommun i Örebro län. Den omfattade bebyggelse i delar av samhällena Ekeby och Hageby belägna strax norr om Kumla i Kumla socken.
2015 uppgick bebyggelsen i tätorten Kumla och småorten upphörde.